# Eurystaura brunnea
Eurystaura brunnea är en fjärilsart som beskrevs av Antonius Johannes Theodorus Janse 1920. Eurystaura brunnea ingår i släktet Eurystaura och familjen tandspinnare. Inga underarter finns listade i Catalogue of Life.